# Haplidus glabricollis
Haplidus glabricollis là một loài bọ cánh cứng trong họ Cerambycidae.